# Cacophis harriettae
Espèce
Cacophis harriettae est une espèce de serpents de la famille des Elapidae.

## Répartition
Cette espèce est endémique d'Australie. Elle se rencontre au Queensland et en Nouvelle-Galles du Sud.

## Publication originale
- Krefft, 1869 : The Snakes of Australia; an Illustrated and Descriptive Catalogue of All the Known Species. Sydney, Govt. Printer, p. 1-100 (texte intégral).